# Kalciumreaktor

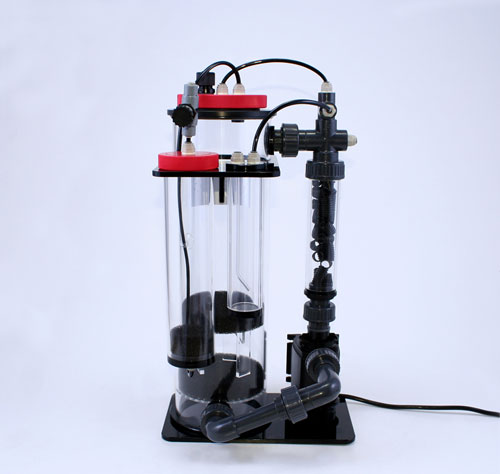
Kalciumreaktor.

En kalciumreaktor är i saltvattenakvarium en kammare med kalkhaltigt material som fyllning, där man leder in vattnet från akvariet och tillsätter koldioxid. Koldioxiden får pH-värdet att sjunka och då frigörs kalken och går över i vattnet.
Kalciumreaktorer är vanliga i saltvattenakvarium eftersom koraller och en del andra organismer behöver kalk för sin tillväxt.